# Gísli Magnússon (biskop)
Gísli Magnússon, född 12 september 1712 i Grenjaðarstaður, död 8 mars 1779, var en isländsk biskop.
Gísli, som var prästson, blev, efter att 1733 ha avlagt teologisk ämbetsexamen vid Köpenhamns universitet, 1737 rektor vid Skálholts skola, 1746 präst i Staðarstaður, och 1755 biskop i Hólar, ett ämbete som hade varit vakant sedan Halldór Brynjólfssons död 1752. Under oår och svåra tider arbetade Gísli efter förmåga för sitt stift; bland annat byggdes under honom, genom tillskott från de danska och norska kyrkorna, domkyrkan i Hólar som en för isländska förhållanden imponerande stenkyrka. Hans litterära verksamhet var obetydlig.